# Claude Roux
Claude Roux és un liquenòleg francès nascut el 19 d'octubre de 1945 a Aurenja (Valclusa).
Després d'un curt passatge (1969-1975) per l'ensenyament secundari com a professor de biologia i geologia, va incorporar-se al CNRS l'any 1975. Lligat al Laboratori de botància a l'Institut mediterrani d'ecologia i de paleoecologia de Marsella, hi consagra les seves investigacions a l'estudi dels líquens (systemàtica, florística, fitosociologia…). Adquireix ràpidament una reputació internacional en aquesta disciplina i publica amb Georges Clauzade des de 1985 una opera magna per a la identificació dels líquens de d'Europa occidental (Likenoj de okcidenta Eŭropo). A continuació, el 1989 la primera flora mundial dels bolets liquenícoles no liquenisats (Nelikeniĝintaj fungoj likenloĝaj). Aquestes publicacions en esperanto il·lustren el compromís constant de Claude Roux pel reconeixement d'aquesta llengua construïda (és president de l'Institut francès d'esperanto).
Al llarg de la seva carrera, el seu nom ha estat donat a diverses espècies noves de líquens, i al nom d'un gènere: (Claurouxia).
És membre de la secció de Ciències Biològiques de l'Institut d'Estudis Catalans des del 2007.

## Publicacions
- amb Clauzade G., Likenoj de okcidenta Eŭropo. Ilustrita determinlibro, 1984
- amb Clauzade G. i Diederich, Pàg., Nelikeniĝintaj fungoj likenloĝaj. Ilustrita determinlibro, 1989
- Catàleg dels lichens i bolets lichénicoles de França metropolitana, 2014. De les Abadies édit., Fougères (Ille-i-Vilaine), 1525 pàg.
- El Gènere Strigula (Lichens) a Europa i en Macaronésie
- Weddellomyces protearius sp. nov. i Lichenochora xanthoriae, bolets lichénicoles no lichénisés parasites de Caloplaca proteus, pàg. 433 Arxivat 2007-06-30 a Wayback Machine.
- Bellemerella trapeliae gen. i sp. nov., ascomycète lichénicole no lichénisé (Verrucariales, Verrucariaceae), pàg. 441 Arxivat 2007-06-30 a Wayback Machine.
- TÉ further new species of Strigula from Europa (2005)
- Lloc personal reagrupant el conjunt de les seves publicacions.